# エリアス・メルケンセン
エリアス・ホフ・メルケルセン（Elias Hoff Melkersen, 2002年12月31日 - ）は、ノルウェー・ヌール・トロンデラーグ県スチェールダル出身のサッカー選手。エリテセリエン・ストレームスゴトセトIF所属。ポジションはFW。

## クラブ経歴
2018年にFKボデ/グリムトと契約。チームIIでのプレーを経て2020年シーズンにトップチームに昇格。同時にオッドセンリーガエン (3部リーグ)のILヘートへのローン移籍となり、同シーズンは7試合の出場ながら4ゴールを記録。更に2021年シーズンもアデコリーガエン (2部リーグ)のランハイム・フォトバルにローン移籍でプレーし、28試合17ゴールを記録するなど、下部リーグでのプレーながら得点能力を発揮した。
2022年1月5日、ハイバーニアンFCと2026年までの4年半の契約を締結したことが発表された。

## 代表経歴
2019年から各ユース世代のノルウェー代表に随時招集されている。